# Huta Potyjowska
Huta Potyjowska (ukr. Гута-Потіївка) – wieś na Ukrainie w rejonie radomyskim obwodu żytomierskiego.